# Józef Kalasanty Świrski
Józef Kalasanty Świrski herbu Szaława – stolnik chełmski w latach 1785-1795, konsyliarz ziemi chełmskiej w konfederacji targowickiej w 1792 roku.